# Sue (dinosauro)

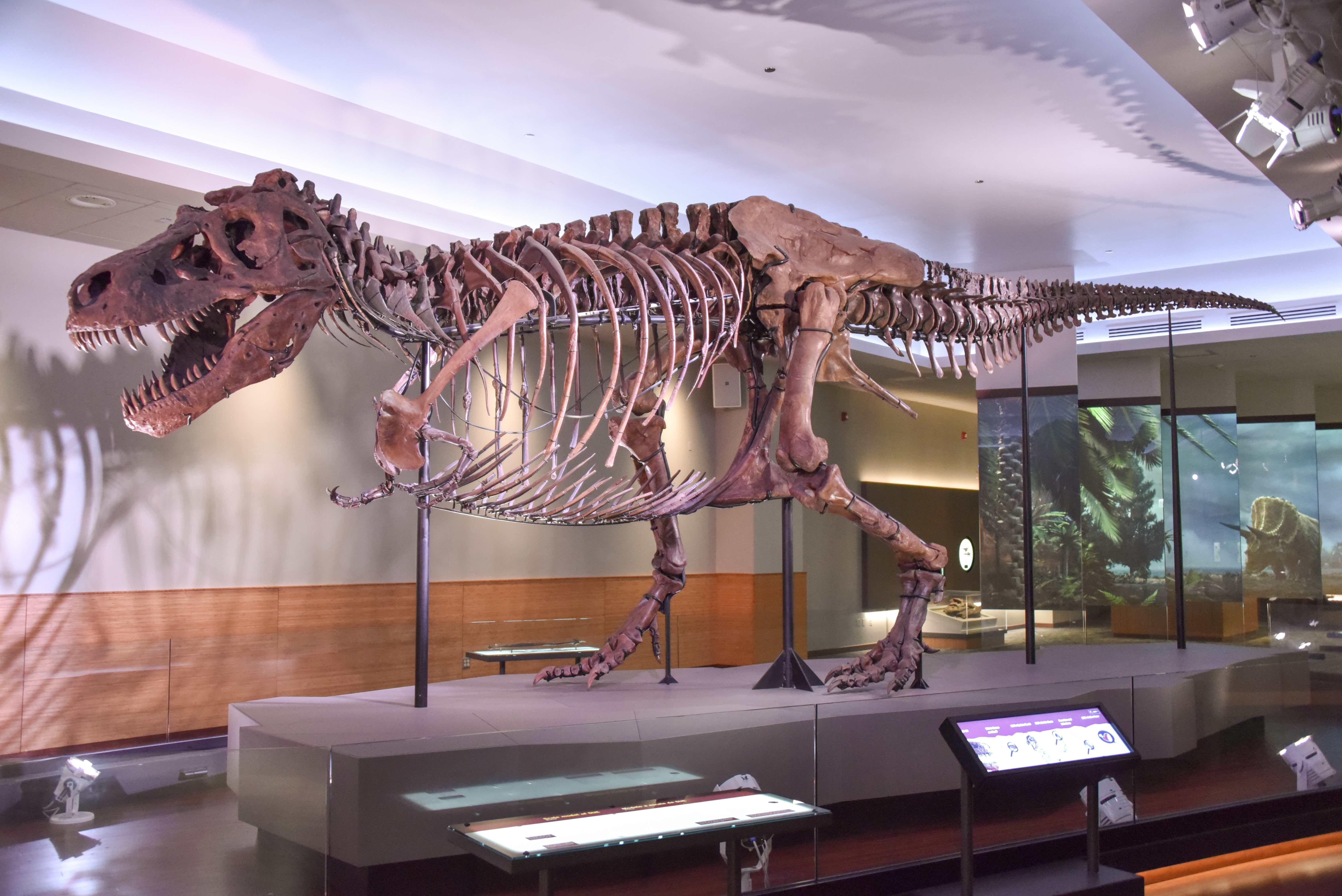
Sue esposto al Field Museum

Sue è il soprannome dato ad un esemplare fossile di Tyrannosaurus rex, scoperto nel 1990 e conservato presso il Field Museum a Chicago.
Si tratta del fossile di tirannosauro più completo mai ritrovato, nonché uno di quelli di maggiori dimensioni (era ritenuto il più grande fino al 2019, quando dopo attente misure venne acclarato che l'esemplare denominato Scotty, rinvenuto l'anno successivo rispetto a Sue, aveva dimensioni superiori).

## Ritrovamento
Lo scheletro venne rinvenuto per caso il 12 agosto 1990 durante una campagna di scavi nella riserva di Cheyenne River, in South Dakota, effettuata da un gruppo di ricerca del Black Hills Institute of Geological Research. Durante uno spostamento uno dei veicoli forò una gomma: dopo che il team si accampò per effettuare le riparazioni, la paleontologa Sue Hendrickson decise di esplorare la zona circostante, percorrendo circa sette miglia in quattro ore. Hendrickson raggiunse quindi un dirupo che aveva già visto in lontananza due settimane prima, e giunta alla base individuò molti frammenti ossei che protrudevano dal terreno, tra cui alcune vertebre. Tornata al campo con alcuni frammenti li mostrò a Peter Larson, presidente del Black Hills Institute, che li riconobbe come ossa di un dinosauro carnivoro. Hendrickson si recò quindi con parte della squadra presso il sito del ritrovamento, iniziando lo scavo dei reperti fossili.
In totale vennero rinvenuti 250 ossa, su un totale di 360 ossa di tirannosauro conosciute. Lo scheletro era completo al 73% per numero di ossa, ma per più del 90% se si considera la massa.

## Caratteristiche
In vita l'animale, ribattezzato "Sue" in onore della sua scopritrice, era lungo 12,4-12,5 metri, alto 3,99 metri e pesava circa 8,4 tonnellate.
Si stima che il dinosauro fosse vissuto circa 67 milioni di anni fa, durante il Cretaceo superiore e che fosse morto all'età di circa 28 anni.
Alcuni danni allo scheletro fanno ritenere che soffrisse di diverse patologie: sono stati infatti individuate lesioni a livello della scapola destra e un tendine avulso nell'arto anteriore destro, compatibili con una lotta con una preda, e tre coste fratturate, che però guarirono successivamente e non determinarono la morte dell'animale; inoltre una lesione alla fibula sinistra e la fusione di due vertebre fanno sospettare che l'esemplare soffrisse di osteomielite. La presenza di vari fori sul cranio hanno indotto a ritenere che potesse essere stato colpito da un'infezione da Trichomonas gallinae. Sembrerebbe poi che l'animale soffrisse di gotta. Le esatte cause della morte risultano comunque ignote.